# The Lipton Championships 1993
Die The Lipton Championships 1993 waren ein Tennisturnier der WTA Tour 1993 für Damen und ein Tennisturnier des ATP Tour 1993 für Herren, welche zeitgleich vom 12. bis 21. März 1993 in Key Biscayne, Miami, Florida stattfanden.

## Herrenturnier
→ Hauptartikel: The Lipton Championships 1993/Herren

## Damenturnier
→ Hauptartikel: The Lipton Championships 1993/Damen